# Juegos fúnebres

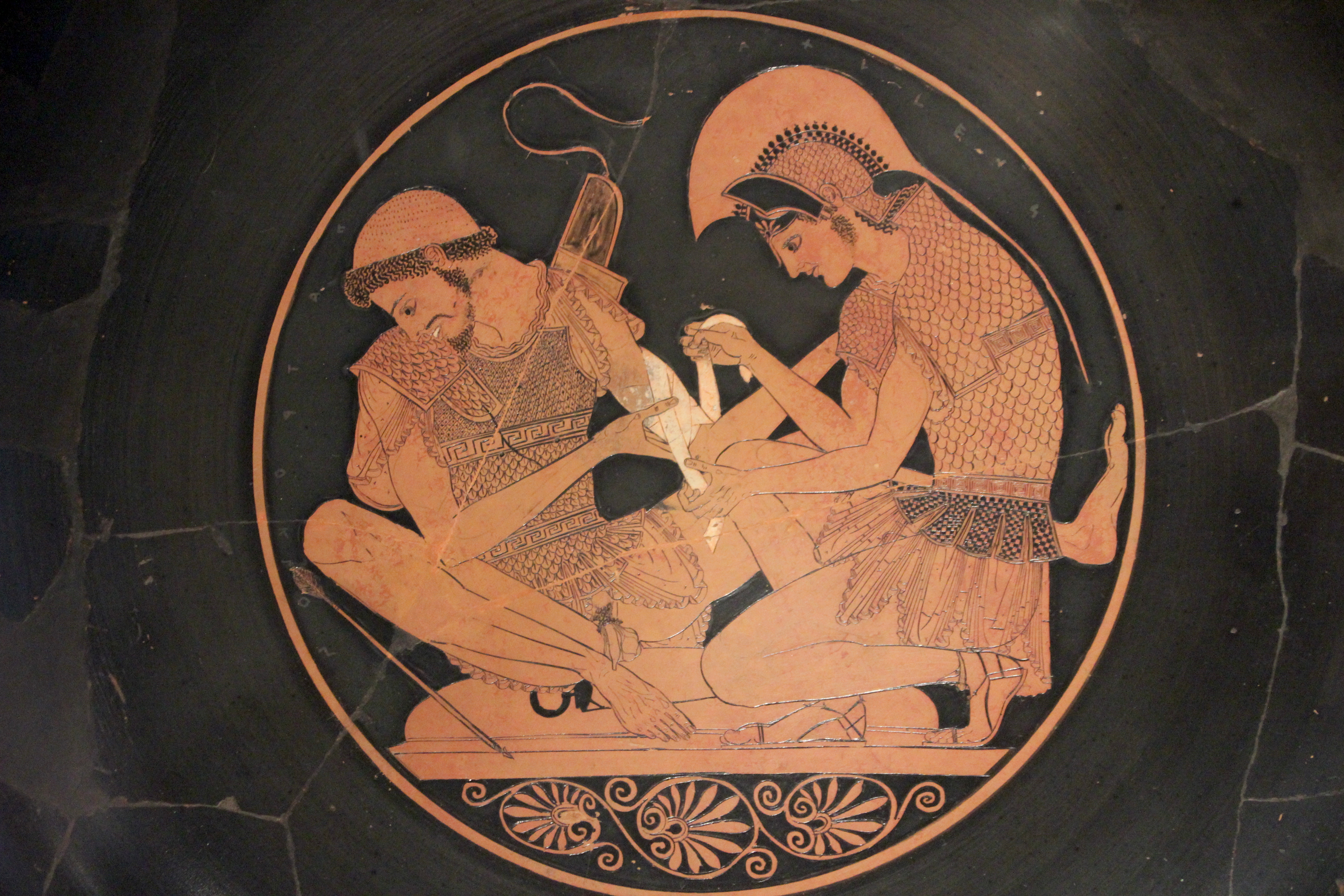
Ánfora con la representación de Aquiles curando a su compañero de armas, Patroclo. Tras su muerte, Aquiles le consagró los Juegos Fúnebres

Inicialmente los juegos fúnebres tenían culto en la Antigua Grecia, y formaban parte de los ritos funerarios para rememorar a sus hombres caídos en las batallas. Solían consistir en prácticas deportivas y atletismo, como así también simulacros de combates de soldados. Los juegos fúnebres que se realizaban en la Antigua Grecia dieron origen a los juegos olímpicos (siglo VIII a. C.).

### Antigua Grecia
Homero reflejó en la Ilíada cuando Aquiles hizo celebrar los juegos fúnebres en honor de Patroclo, que consistían en competiciones atléticas y de lucha. Este relato forma parte de la extensa mitología griega, narrada por Homero, lo sucedido durante las competiciones (canto XXIII), la celebración de juegos atléticos eran realizados entre los principales aqueos en la guerra de Troya para rendir homenaje al héroe Patroclo, que había muerto durante la guerra a manos del príncipe troyano Héctor. Lo sucedido durante la competición es lo que se relata principalmente.
Tras vengar la muerte de Patroclo matando a Héctor, Aquiles presidió los juegos fúnebres, que se celebraron en la planicie troyana. Las pruebas fueron la carrera de carros, la carrera a pie, el pugilato, la lucha, simulacro de combate, el lanzamiento de peso, el tiro con arco y el lanzamiento de jabalina. Eneas hizo otro tanto con Palas, hijo de Evandro, y en honor a su padre Anquises.

### Roma

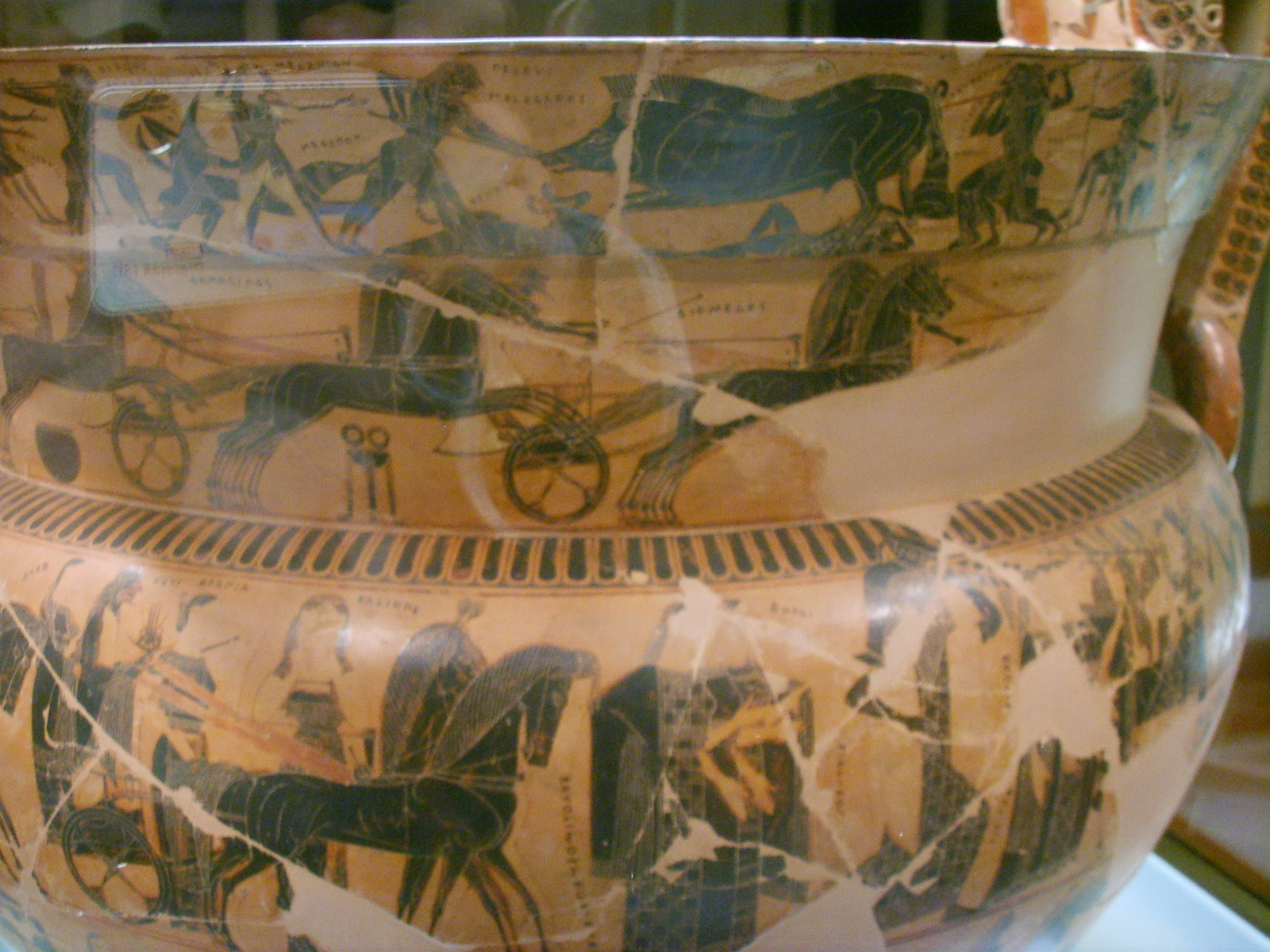
Vaso realizado por Clitias hallado en Grecia, circa 570 a. C., que representa una carrera de carros

Los juegos fúnebres griegos influyeron posteriormente en los romanos, que lo llamarían munus, es decir, presente u obsequio. El primero que lo introdujo en Roma fue Décimo Junio Pera en obsequio de su padre, o, según otros, Apio Claudio y Marco Fulvio durante su consulado. Julio César, en sus Comentarios de la guerra de las Galias, refiere que los galos observaban esa costumbre.
Luego se tomó otro rumbo, y Roma introdujo la costumbre de hacer que los esclavos pelearan entre ellos por su vida, generalmente eran gladiadores esclavos de los pueblos sometidos por Roma, y formaba parte del «divertimento» de su pueblo, normalmente uno de ellos moría a pedido del público. En Roma existían las escuelas de gladiadores, se recuerda principalmente la revuelta que produjo Espartaco, el esclavo greco tracio.

### Los pueblos bárbaros
Esta costumbre también fue utilizada por otros pueblos bárbaros, pero con distinta modalidad. Algunas civilizaciones degollaban a los esclavos o los cautivos al pie de una pira o de la tumba de aquel que se quería honrar y en obsequio del cual se desarrollaban los juegos como víctimas expiatorias y para aplicar sus manes.

### Edad Media
Los magistrados y los particulares celebraban en ciertas ocasiones juegos fúnebres. Otras veces, los juegos de esa clase formaban parte de ciertas obras teatrales. El emperador Claudio mandó que se celebraran estos juegos en días fijos a expensas del estado y que los ediles cuidaran de ellos, pero poco tiempo después los abolió. Teodorico el Grande, rey de los godos, fue el que los abolió definitivamente en el siglo V. Además de estos juegos, se celebraban otros o combates que no terminaban con la muerte. El pueblo asistía a ellos con trajes de luto y el funeral era seguido de un gran banquete al que se presentaban los invitados con vestimenta blanca.
Después de la caída del imperio y en la Edad Media, reemplazaron a estos juegos otros que se resentían también del carácter de aquella edad en la que caballeros y paladines se adiestraban en varios ejercicios de la guerra representando diferentes simulacros. En ellos hacían ostentación de fuerza, agilidad e ingenio, y daban prueba de amor y cortesía a sus damas, que a menudo eran jueces de aquellas lides.

### Actualidad
La tradición de los simulacros de combate tienen vigencia en ciertos grupos de adoradores de las culturas del mundo antiguo, como los celtas, vikingos, Roma, y Esparta